# 80 Sappho
Sappho (asteroide 80) é um asteroide da cintura principal com um diâmetro de 78,39 quilómetros, a 1,8364461 UA. Possui uma excentricidade de 0,2003401 e um período orbital de 1 271,17 dias (3,48 anos).
Sappho tem uma velocidade orbital média de 19,65424215 km/s e uma inclinação de 8,66477º.
Este asteroide foi descoberto em 2 de Maio de 1864 por Norman Pogson. Seu nome vem da poetisa grega Safo.